# Hans Mosters Vovse
Hans Mosters Vovse var et dansk vokalensemble, der debuterede ved Dansk Melodi Grand Prix 1980 med sangen "Swingtime Igen" (tekst og musik af Allan Mortensen). Gruppen bestod af Winnie Hedegaard, Jannie Høeg, Ole Rasmus Møller og Allan Mortensen. I 1981 blev Jannie Høeg erstattet af Lise-Lotte Norup.
Gruppen udgav albummet Swingtime Igen, der indeholdte en række danske jazzevergreens, foruden et par af Allan Mortensens nyskrevne sange. Deres varemærke var de firstemmige vokalarrangementer.
Ved Dansk Melodi Grand Prix 1981 deltog de med sangen "King Kong Boggie", som opnåede en andenplads. Derudover optog DR et program med gruppen, ligesom de var hyppige gæster i diverse radio- og tv-udsendelser i både Danmark og Sverige.
I foråret 1982 gik gruppen i opløsning. De nåede at optræde på Cafe Teatret, Amager Scenen, Silkeborg-revyen. Den sidste optræden var i Højt Revy Humør på Lorry med Ulf Pilgaard.